# Digitaria curtigluma
Digitaria curtigluma är en gräsart som beskrevs av Albert Spear Hitchcock. Digitaria curtigluma ingår i släktet fingerhirser, och familjen gräs. Inga underarter finns listade i Catalogue of Life.